# سرخس نواری
سرخس نواری (نام علمی: Haplopteris elongata) نام یک گونه از زیرخانواده بندکفشیان است.